# سعيدة (فلم)
سعيدة هو فيلم تلفزي مغربي من إخراج عبد المجيد رشيش سنة 2002، و بطولة كل من فاطمة خير، سعد التسولي، هشام إبراهيمي، وغيرهم.
يتطرق الفيلم لموضوع الاغتصاب.

## القصة
يحكي الفيلم قصة "سعيدة"، امرأة متزوجة ولها ابنة، تعمل موظفة في إحدى الشركات وتعيش حياة هادئة وسعيدة.
مشكلة بسيطة تقلب حياة سعيدة رأسا على عقب، إذ تتعرض سيارة زوجها لعطب فتضطر لاستعمال سيارة أجرة لتتوجه إلى عملها وتطلب من السائق الذي بدا لها شخصا مؤدبا أن يقلها في المساء.
تتعرض سعيدة للاختطاف من طرف سائق سيارة الأجرة الذي يغتصبها رفقة صديقه، وخوفا من الفضيحة تخفي ما تعرضت له عن الشرطة وعن زوجها الذي تخبره فقط بأنها تعرضت للسرقة.
تلوذ سعيدة بجمعية نسوية تساعدها على تجاوز محنتها، وفي أحد الأيام تعثر على سائق سيارة الأجرة وتقرر إنقاذ فتاة كادت تتعرض للاغتصاب بالطريقة نفسها.
تبلغ عن المغتصبين الذين يقع أحدهم، وهو نفسه سائق سيارة الأجرة، أثناء محاولته الفرار فيفقد حياته.